# 鳥羽山洞窟
座標: 北緯36度17分38.2秒 東経138度15分19.5秒 / 北緯36.293944度 東経138.255417度

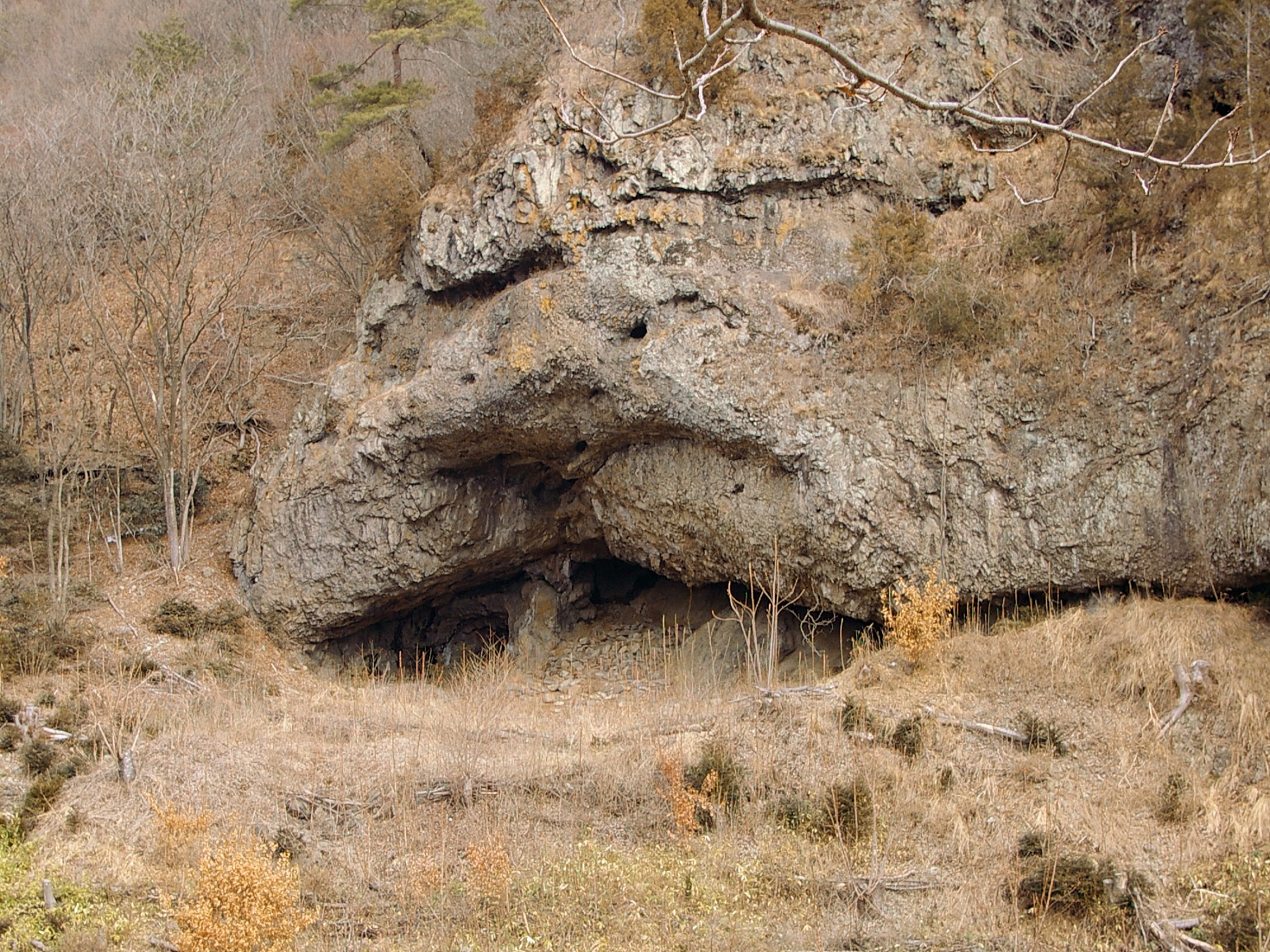
鳥羽山洞窟

鳥羽山洞窟（とばやまどうくつ）は、長野県上田市（発掘調査当時は小県郡丸子町）腰越鳥羽山429にある洞窟遺跡。各時代にわたる顕著な遺構・遺物を含む複合遺跡であり、1972年（昭和47年）に長野県指定史跡に指定され、1978年（昭和53年）1月27日には国の史跡に指定された。

## 概要
千曲川（信濃川）支流の依田川右岸に面する標高843.9メートルの鳥羽山西側斜面の断崖に立地する。頁岩質礫岩の露頭に西向きに開口しており、間口約25メートル、奥行約15メートル、川床からの高さは約15メートルを測り、開口部長より奥行きが狭く「半洞窟」的な様相を持つ。洞窟は、地元では古くから「勝手岩」と呼ばれていた。
当時、長野県丸子実業高等学校（現在の長野県丸子修学館高等学校）に勤務し、依田川流域の遺跡調査を行っていた関孝一および同校生徒らが、1966年（昭和41年）4月に洞窟を調査した際、多量の遺物（土器類）が散布しているのを発見した。
この遺跡の重要性を認識した関の呼び掛けにより、当時の丸子町教育委員会を調査主体として、関および永峯光一（國學院大学教授）を主任とし、同高校や國學院大学・日本大学が参加して調査団が組織され、1966年（昭和41年）7月25日から31日、1967年（昭和42年）7月25日から8月3日、1968年（昭和43年）7月28日から8月3日にかけて計3回の発掘調査が行われた。これにより縄文時代・古墳時代・近世と、幅広い年代にわたる遺構と多数の遺物が出土した。
特筆されるのは、古墳時代中期の葬送に関わる敷石遺構である。この遺構は、洞窟奥から入口に向けて洞窟床面の土を階段状に整地して4段5面のテラス面を構築し、その表面に依田川の河原石を平面扇形にぎっしりと敷き詰めたもので、敷石の上には大量の人骨や供献された土器などの遺物が散在しており、遺体を埋めずに洞窟内に安置する曝葬（風葬）を行っていた状況が判明した。
検出された人骨には、
1. 石敷または石囲い中に安置された状態を示すもの
2. 複数の人骨が集積された状態のもの
3. 細かく砕けた焼骨群

の3種があった。
古墳時代の出土遺物は、特定の埋葬人骨に対する副葬品もあれば、人骨との関係が不明なものもあり、土器類（土師器・須恵器）、鉄器類（武器・馬具・工具など）、石製品（滑石製模造品・ガラス製小玉・琴柱型石製品・石釧・砥石）、銅製品（銅釧）など多種多様なものがあった。洞窟最奥部の方形に区画された場所に逆さまにして置かれた10数個体の土師器や、二重𤭯と呼ばれる特殊な須恵器、意図的に折り曲げられた鉄剣など、祭祀・儀礼的な性格を持つ遺物が良好な保存状態で検出された。
このほか、最下段のテラス面北端から、古墳時代以前の遺構として、縄文時代晩期の敷石建物と縄文土器が検出された。縄文晩期以前の縄文土器も確認され、これより下層の堆積土中に晩期以前に遡る遺物包含層や遺構の存在が想定されたが、貴重な古墳時代の敷石遺構をも破壊してしまうことから、掘り下げは断念された。
また、近世（江戸時代）にも人間が立ち入った形跡が見られ、古墳時代の敷石が一部動かされた箇所に寛永通宝や杮経（こけらきょう）とともに人骨が見つかった。
調査にあたった関孝一は、鳥羽山洞窟において曝葬（風葬）を行った集団について、和歌山県田辺市の磯間岩陰遺跡や神奈川県三浦市の大浦山洞窟遺跡、千葉県館山市の大寺山洞穴遺跡など、沿岸部の海蝕洞窟葬送事例と比較し、それらとの類似性から、長野県小県郡と言う内陸部にも海人集団が進出してきた可能性を指摘する。
1972年（昭和47年）3月21日に「鳥羽山洞穴遺跡」の名で長野県の史跡に指定され、1978年（昭和53年）1月27日に国の史跡に指定された。